# Подгорная (Свердловская область)
Подго́рная — деревня в Красноуфимском округе Свердловской области. Входила в состав Александровского сельского совета.

## География
Деревня Подгорная расположена в верхнем течении реки Зюрзи, в 12 километрах на северо-северо-восток от административного центра округа и района — города Красноуфимска.

### Часовой пояс
Подгорная как и вся Свердловская область, находится в часовой зоне МСК+2. Смещение применяемого времени относительно UTC составляет +5:00.

## История
Александр Фёдорович Голубцов — надворный советник и воевода Пермской провинции в декабре 1780 года землю купил у башкир, переселил на неё крестьян из своего имения в Самарском округе Симбирской губернии и построил там усадьбу. Село, в котором А. Голубцов построил усадьбу, он назвал по своему имени Александровским. Какое-то время село носило имя Голубцево-Александровское. Одновременно с Александровским появилась и деревня Подтитешная, позднее её стали называть — Подгорная.

## Население
| 2002 | 2010 | 2021 |
| ---- | ---- | ---- |
| 596  | ↘576 | ↘471 |

## Улицы
В деревне Подгорной шесть улиц: В. Прокудина, Молодёжная, Подгорновская, Свободы, Уральская и Центральная.

## Известные уроженцы и жители
- Бакунин, Афанасий Васильевич — председатель колхоза «Объединение» Красноуфимского района Свердловской области, Герой Социалистического Труда (1948)[9].